# Wolfgang Sobotka
Wolfgang Sobotka, avstrijski dirigent, učitelj in politik, * 5. januar 1956, Waidhofen an der Ybbs, Avstrija. 
Je dolgoletni predsednik Zveznega parlamenta Avstrije.

## Življenjepis
Rodil se je 5. januarja 1956. Na Dunaju je sprva študiral zgodovino, nadalje kondukterstvo na Brucknerjevem konservatoriju v Linzu ter violončelo ter glasbeno pedagogiko na Univerza za glasbo in uprizoritvene umetnosti na Dunaju.
Po študiju se je v rojstnem Waidhofenu an der Ybbs zaposlil kot učitelj na glasbeni šoli, bil je aktiven tudi v lokalni politiki. Leta 1998 je postal župan Waidhofna an der Ybbs. Od leta 1998 do 2016 je bil deželni svetnik v Spodnji Avstriji, od leta 2009 do 2016 pa je opravljal tudi funkcijo namestnika guvernerja dežele. 21. aprila 2016 je bil imenovan na mesto avstrijskega notranjega ministra, v vladi Wernerja Faymanna ter nato še v vladi Christiana Kerna. 20. decembra 2017 je postal predsednik Zveznega parlamenta Avstrije.